# São Caetano de Odivelas
São Caetano de Odivelas è un comune del Brasile nello Stato del Pará, parte della mesoregione del Nordeste Paraense e della microregione di Salgado.